# 鄭丁春
鄭丁春（1902年6月18日—1977年2月25日），印尼名Tahyar Idris，是一名印尼閩南裔華人電影製作人。出生於一個富有的經商家庭，青年時期萌生對電影的興趣。短暫從事出口貿易後，於1930年創立「希諾影业公司」(Cino Motion Picture)［后更名为爪哇工业电影 (Java Industrial Film)］，在荷屬東印度境內製作並銷售電影。十餘年後，他與他的公司已出產至少31部電影作品，其中包含印尼早期的有聲電影。雖然他在1950年代經歷了短暫的復甦，但在印尼獨立後，以從事教師工作度過晚年。

## 備註
1. ↑  此為荷蘭式拼法，白話字正寫法表記為Tēⁿ Teng-chhun

## 外部連結
- 鄭丁春在互联网电影资料库（IMDb）上的資料（英文）